# アカハシハジロ属
アカハシハジロ属（アカハシハジロぞく、学名 Netta）は、鳥綱カモ目カモ科に属する属。
学名は、古代ギリシア語でνῆττα（鴨）の由来。

## 分布
アフリカ、ヨーロッパ、アジア、南アメリカ

## 分類
以下の分類・英名は、HBW and BirdLife International Illustrated Checklist of the Birds of the Worldに従う。和名は、黒田長久（1980年）による。
- Netta rufina アカハシハジロ Red-crested pochard LC IUCN
- Netta peposaca ベニバシガモ Rosy-billed pochard LC IUCN
- Netta erythrophthalma ネッタイハジロ Southern pochard LC IUCN

## 画像

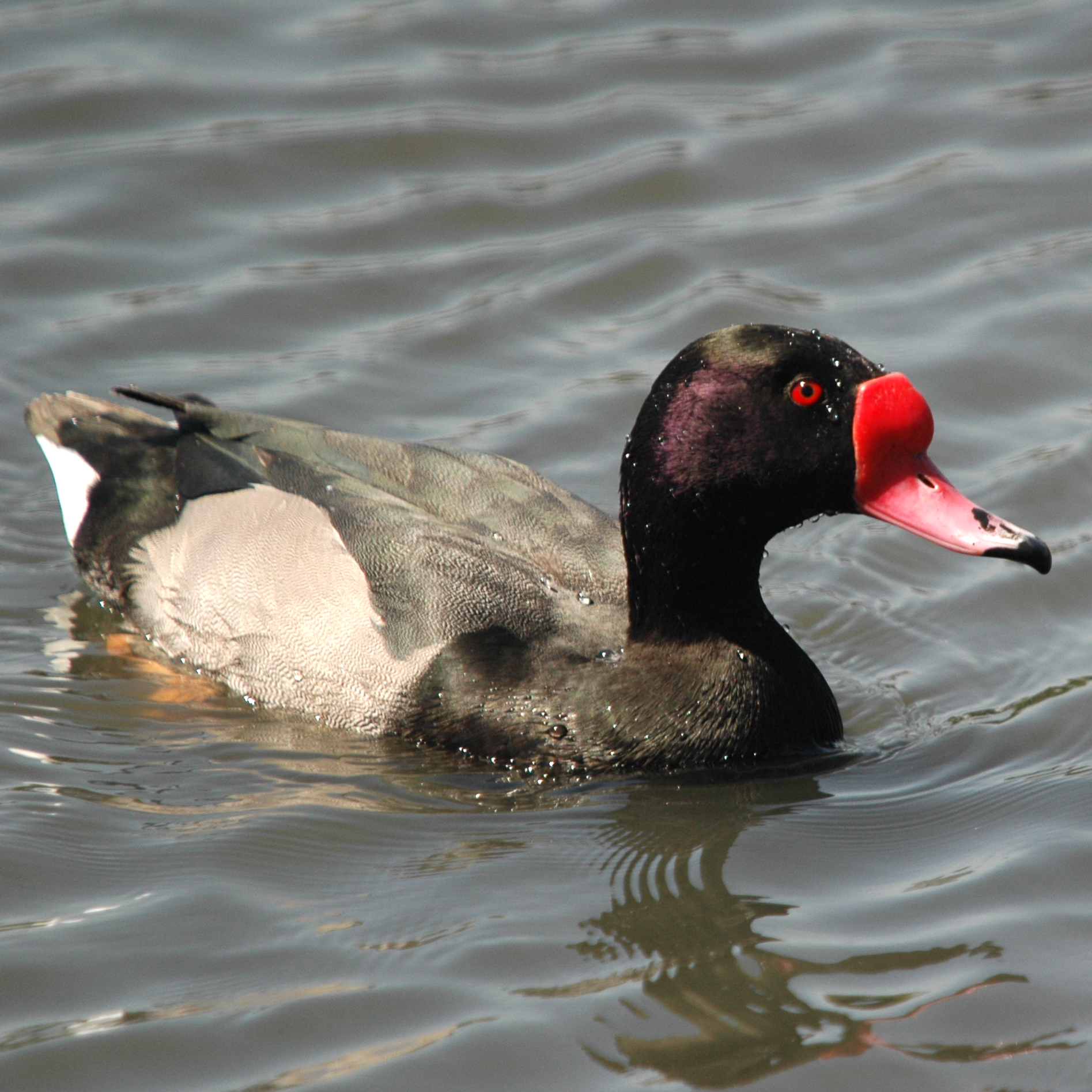
ベニバシガモ N. peposaca
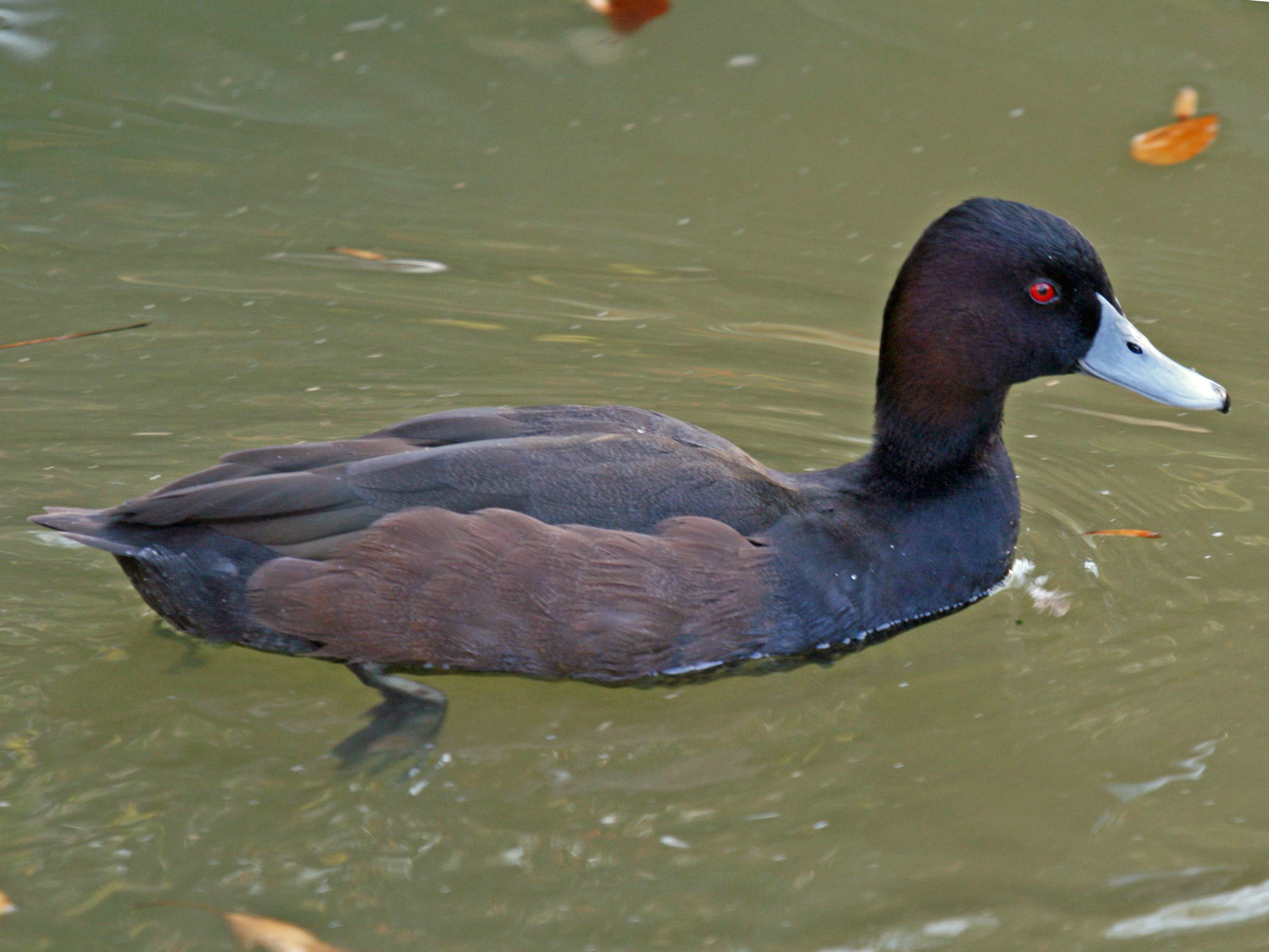
ネッタイハジロ N. erythrophthalma